# Амерікан Юніверсіті Київ
Амерікан Юніверсіті Київ (АЮК) — приватний університет в м. Києві.

## Історія
У 2021 році історичну будівлю Річкового вокзалу в Києві здали в оренду «Амерікан Юніверсіті Київ», договір оренди будівлі площею 7,7 тис. м² підписали на 10 років.
До запуску університету приєдналися українські та американські інвестори, включно з президентом Cintana Education Ріком Шангроу, співвласником АТБ-Маркету Геннадієм Буткевичем та Куртом Волкером, колишнім спецпредставником Державного департаменту США з питань України.
3 лютого 2022 року відбувся операційний старт роботи університету.
Реставрація будівлі Київського річкового вокзалу, яка перебуває в оренді «Амерікан Юніверсіті Київ» та яка розпочалася у 2021 році, тривала понад 2 роки. Генеральним підрядником проєкту реставрації виступило ТОВ «ТБК-Вест», розробником проєктної документації — ТОВ «Едельбург Архітектс». На початку квітня 2023 року, Державна інспекція архітектури та містобудування видала сертифікат про введення в експлуатацію реставрованої історичної будівлі Річкового вокзалу у Києві.
20 травня 2023 року, «Амерікан Юніверсіті Київ» був офіційно відкритий у відреставрованій будівлі Річкового вокзалу в Києві.

## Діяльність

### Плани
Заплановані інвестиції в навчальний заклад становлять 33 млн доларів США, при цьому 6 млн доларів США інвестується АЮК у реновацію будівлі Київського річкового порту.
У університеті «Амерікан Юніверсіті Київ» планується одночасне навчання 2-3 тисяч студентів.
З березня 2022 року планується відкриття магістерських програми з ІТ та управління бізнесом, а з вересня 2022 року — бакалаврату.

### Умови освіти
Університет буде надавати освітні послуги у партнерстві з державним Університетом штату Аризона (ASU), який посідає перше місце з інновацій серед університетів США.
Вартість навчання в Американському університеті складає 8000 — 9000 доларів на рік, проте студентам можуть надавати стипендії на індивідуальних умовах. Бюджет для надання стипендій на весняні магістерські програми — 150 000 доларів, на осінні програми — 100 000 доларів.
Студенти можуть отримати диплом українського та американського зразків.